# Ministère de la Santé publique (Cameroun)
Pour les articles homonymes, voir Ministère de la Santé publique.
Le ministère de la Santé publique (en anglais Ministry of public health) est une institution camerounaise. Il est placé sous l'autorité d'un ministre. Il est chargé de l'élaboration et de la mise en œuvre de la politique du gouvernement en matière de Santé publique.

## Historique
La Santé est l’un des premiers secteurs dans lesquels le Cameroun a choisi d’assumer sa souveraineté. En effet, dès 1957, dans le premier gouvernement formé par des camerounais, le premier ministre André-Marie Mbida confie à Adama Haman, le poste de ministre de la Santé. L'actuel ministre est Malachie Manaouda.

## Organisation
Le Ministère de la Santé publique est placé sous l’autorité d’un ministre assisté d’un secrétariat particulier, de trois conseillers techniques, d’une inspection générale, d’une administration centrale et de services déconcentrés, de formation sanitaire publique, d'organismes et de comités techniques spécialisés.

## Missions
Le ministère de la Santé publique est chargé de l'élaboration et de la mise en œuvre de la politique du gouvernement en matière de Santé publique. À ce titre, il est chargé d'assurer l'organisation, la gestion et le développement des formations sanitaires publiques, d'assurer le contrôle technique des formations sanitaires privées, de veiller à l'extension de la couverture sanitaire du territoire, de veiller au développement des actions de prévention et de lutte contre les épidémies et les pandémies, de veiller à la qualité des soins et à l'amélioration du plateau technique des formations publiques et privées et d'assurer la promotion des infrastructures sanitaires en liaison avec les administrations concernées.